# De watersater
De watersater is een stripverhaal uit de reeks van Suske en Wiske, dat uitkwam op 14 juli 2010.

## Personages
In dit verhaal spelen de volgende personages mee:
- Suske, Wiske, tante Sidonia, Lambik, Jerom, professor Barabas, verkoopster, Dikkebuys (stagiair), politieagent, bewoners van Astoria, burgemeester, watersaters (watersoldaten), bewoners van het laatste land boven de zeespiegel, wachters, examenkandidaten, leden van de Kale Raad, Raadslid Knikker, Piscis Piscis (Roodkapje, enorme inktvis, Kraken).

## Locaties
Dit verhaal speelt zich af op de volgende locaties:
- Winkelcentrum, huis en laboratorium van professor Barabas, Astoria en andere armendorpen, het laatste land boven de zeespiegel, het ondergrondse aquarium van Piscis Piscis.

## Uitvindingen
In dit verhaal spelen de volgende uitvindingen van Professor Barabas mee:
- de teletijdmachine
- de draagbare teletijdmachine

## Het verhaal
Suske, Wiske, Jerom en tante Sidonia zijn in een winkelcentrum om op jacht te gaan naar koopjes in deze tijden van economische crisis. De professor werkt samen met een stagiair aan een opdracht voor de Nederlandse overheid, maar deze stagiair verdwijnt als hij de telefoon beantwoordt. Op het scherm van de teletijdmachine ziet professor Barabas zijn stagiair in de zee in 2172. Het lukt niet om hem terug te flitsen, Dikkebuys zal gered moeten worden in de toekomst en professor Barabas waarschuwt Lambik. Met een sms worden de anderen gewaarschuwd en de vrienden gaan naar professor Barabas. Lambik komt als eerste aan en glijdt uit, waarna hij in de teletijdmachine belandt. Er treedt kortsluiting op en de vrienden gebruiken de draagbare teletijdmachine om hem achterna te reizen.
De vrienden belanden in de zee en worden opgepikt door mannen op een vlot. Ze reizen mee naar Astoria en horen dat er geen land meer is sinds de ramp in 2050. Door opwarming van de atmosfeer begon het waterpeil te stijgen, de mensen leven van de zee en er dreigt een hongersnood. De vrienden leggen uit dat ze door de tijd zijn gereisd en beginnen een zoekactie. Er komen ook watersaters aan en deze eisen voedsel, maar Jerom verslaat de mannen. De overste geeft toch voedsel, want hij wil geen problemen. De watersaters vechten tegen de rijken die op een eiland wonen, het laatste stuk land dat boven water uitsteekt. De armen zijn verjaagd en er worden woekerwinsten gemaakt door verkoop van groente en fruit. Na een strijd worden alleen armen toegelaten als ze slagen voor een toelatingsproef. Zolang ze niet slagen wonen ze in hutjes aan de voet van de muur.
Een watersater kwam in opstand en wilde het eiland veroveren, maar het geweld heeft vele slachtoffers geëist en de vestingmuur maakt het eiland onneembaar. Ook is er een monster met de naam Roodkapje. Suske en Wiske schrijven zich in voor de toelatingsproef. Kandidaten die niet kunnen lezen en schrijven krijgen een roze antwoordformulier. De vragen zijn niet te beantwoorden en de fysieke keuring volgt. Niemand slaagt en er worden wachters gehaald om de kandidaten buiten te zetten. Wiske valt een wachter aan en wordt met Suske naar de grote leider gebracht. Jerom en Sidonia zoeken verder en komen in een ander bootdorp, ze ontmoeten de stagiair van professor Barabas.
Suske en Wiske zien de rijkdom van het eiland en ontdekken dat Lambik de grote leider is. Lambik legt uit dat hij op het marktplein belandde na de kortsluiting met de teletijdmachine. De leden van de Kale Raad herkenden hun Natuurlijke Leider, de haren links en rechts zijn een ereteken. Lambik werd meteen verkozen tot Hoofd van de Kale Raad en legt uit dat hij de grenzen niet kan openen, want dan zal hij geen leider meer zijn. Lambik wordt gehaald en moet een offer brengen aan Piscis Piscis. Suske en Wiske volgen hem naar een ondergronds complex en zien hoe hij vis in een aquarium gooit. Er verschijnen reusachtige grijparmen en Lambik brengt het er nog maar net levend vanaf. Raadslid Knikker legt uit dat de vorige leider de ontmoeting met Roodkapje niet kon navertellen. De oorlogshoorn wordt geblazen en het hek wordt open gemaakt, waarna de enorme inktvis het schip aanvalt.
Het schip wordt gekraakt en de bevolking is blij, maar Suske en Wiske zeggen Lambik dat hij een oorlogsmisdadiger is. Ze zeggen dat rijk en arm samenwerken moeten, maar dan vertelt een Raadslid dat aanzetten tot verboden dingen verboden is en hij wil de kinderen over de muur laten gooien. Via een glijbaan belanden ze aan de andere kant van de muur en worden naar Astoria gebracht. Ze bespreken de situatie met Jerom en Sidonia en horen dat de watersater een wetenschapper is. De watersater wil een wapen uitvinden om de armen de overwinning te bezorgen. De stagiair grijpt de draagbare teletijdmachine en maakt hem per ongeluk stuk. Jerom vertrekt de volgende ochtend naar het eiland en Lambik vraagt zich intussen af of hij niet te streng voor Suske en Wiske was. Lambik ziet Jerom en stuurt, na advies van een Raadslid, Roodkapje op hem af, waarna Jerom onder water verdwijnt.
De watersaters bezoeken Astoria opnieuw en Wiske brengt vrijwillig voedsel, ze vertelt dat ze de rebellen zullen steunen in de strijd tegen de rijken. De stagiair gaat met de watersaters mee om aan het wapen te werken. Lambik zoekt intussen een doofpot, niemand mag weten wat er is gebeurd. Jerom heeft intussen de inktvis verslagen en ziet dat het beest aan een ketting ligt. Op het eiland wordt ontdekt dat de inktvis is ontsnapt en Jerom komt aan land. Lambik roept dat hij op het eiland wordt verafgood en aanbeden en Jerom valt de muren aan. Met kanonnen wordt de verdediging ingezet, maar Lambik waarschuwt dat dit niet zal helpen. Lambik geeft zich over en laat Jerom op de muur springen, maar dan wordt Jerom met een kanonskogel weggeschoten. Jerom zwemt terug naar het armendorp en hoort een explosie. De stagiair heeft een explosie veroorzaakt en wordt door de watersater weggestuurd.
Jerom komt bij de boot en hij vertelt dat hij de stopper van oorlogen is. Hij wordt aangezien voor handlanger van de rijken en met vriesgas, een uitvinding van de watersater, wordt het water rondom Jerom bevroren. De watersater vaart verder en de stagiair komt aan in het armendorp. Tante Sidonia ontdekt dat haar plan is mislukt, de uitvinding is gered en een oorlog blijkt onafwendbaar. Wiske laat de stagiair in het geheim iets maken en vertrekt met Suske naar het eiland. Tante Sidonia verzucht dat er geen oorlog zou zijn als er meer land zou zijn en de watersater herinnert zich een plan van professor Barabas, maar weet geen details. Tante Sidonia wil zoeken in het huis van professor Barabas en samen met de burgemeester trekt ze een duikuitrusting aan. Jerom drijft naar de open zee, maar de inktvis breekt het ijs.
Lambik ziet het slagschip van de watersater en wil dat de soldaten zich gereed maken, maar dan blijkt dat niet alle rijken het eens zijn met het beleid van de Kale Raad. Er komt een protestgroep en zij vinden een oorlog zinloos, maar worden als oproerkraaiers weggevoerd. De aanval begint en het gas verpulvert de muur door bevriezing. Tante Sidonia komt met het dorpshoofd op de bodem van de zee aan en ze ontdekken het huis van professor Barabas. De kluis wordt gevonden en deze wordt naar boven getakeld. De stagiair blijkt de code te kennen en de formules worden gevonden, maar blijken nog altijd onafgewerkt. Suske en Wiske komen bij het schip van de watersater en maken met de uitvinding van de stagiair een gat in het schip. Het schip wordt verlaten en zinkt, maar de aanval gaat door. Jerom komt uitgeput aan op het eiland, Roodkapje is inmiddels razend geworden en heeft zich tegen ieder mens gekeerd. Het monster valt het eiland aan en Lambik roept dat een overwinning alleen mogelijk is, als rijk en arm samenwerken.
De rijken reageren massaal en gaan via de glijbaan het strand op en samen met de armen gooien ze stenen en keien naar Roodkapje. Lambik biedt zijn verontschuldigingen aan en vele handen worden geschud. Lambik krijgt een kus van de watersater en Suske en Wiske horen van Jerom dat de inktvis niet echt razend was geworden. Door het plan van Jerom is de mensheid verenigd. Op het eiland wordt besproken dat er toch nog te weinig grond is om rijk en arm genoeg voedsel te kunnen bezorgen, maar dan komt tante Sidonia met de stagiair naar hen toe. Ze vertelt dat de stagiair samen met professor Barabas werkte aan een uitvinding in opdracht van de Nederlandse overheid. Ze zochten naar een manier om dammen te bouwen en ze toont dat water omgezet kan worden in vruchtbare grond. Onmiddellijk ontstaat een strijd over de eigendomsrechten, maar de stagiair maakt de volgende dagen nog veel meer grond.
De vrienden willen graag naar huis, maar de draagbare teletijdmachine is nog altijd stuk. Dan blijkt dat de watersater oude boeken las over de beroemde professor Barabas. Ze ontdekte tijdens duiktochten zijn laboratorium en maakte een teletijdfoon op basis van haar ontdekkingen. Ze wilde de professor naar haar eigen tijd flitsen, maar er ging iets mis en niemand verscheen. Ze heeft de fout nu achterhaald en opgelost en de vrienden worden een voor een naar huis geflitst. Ze komen echter, ondanks de verbeteringen, niet helemaal op de juiste plek aan. Lambik belandt in een boom, Jerom in de kleedkamer van FC Dolle Mina's en tante Sidonia zit zonder kaartje in een trein. Ze gaan naar professor Barabas en die wil graag weten wat de fout in zijn formule was, maar de stagiair blijkt dit alweer te zijn vergeten. De professor plaatst de papieren in zijn kluis en wil deze later verder uitwerken.

## Achtergronden bij het verhaal
- Piscis is latijn voor vis.
- De Dolle Mina's waren een feministische groep uit de jaren 70.